# 殘酷紀錄片
残酷纪录片（英語：Mondo film）是剥削电影及紀錄片的子流派。許多殘酷記錄片的製作方式类似于伪纪录片，通常描绘煽情的话题、场景或情景。這些電影的共同特点包括强调禁忌话题（如死亡和性）、异域风情（这已引起种族优越感或种族主义的指责）的描写和上演表现为真正的纪录片镜头画面。随着时间的推移，这类电影越来越注重拍攝死尸和死亡的畫面（无论真假），也因此被稱為死亡電影。此外，“震惊纪录片”（shockumentary）也用于描述该类电影。
殘酷紀錄片於20世紀60年代開始流行起來，如《非人生活》（1962年）、《世界女人奇譚》（1963年）和《殘酷世界》（1966年）；而1978年的《死亡真面目》則引發了熱潮，激發無數模仿品。